# Wágner Alves dos Santos
Wágner Alves dos Santos, detto Wágner (San Paolo, 28 dicembre 1973), è un allenatore di calcio ed ex calciatore brasiliano, di ruolo difensore.

## Carriera

### Club
Uscito dalle giovanili della Juventus-SP come promettente terzino, approdò al Palmeiras nel 1994, anno del secondo titolo nazionale consecutivo per la squadra di San Paolo. La presenza in rosa di Roberto Carlos fece sì che Wágner si accomodasse sempre in panchina.
Quando, nel 1995, il terzino futuro campione del mondo si trasferì all'Inter, per Wágner si aprirono le porte della titolarità sotto la guida del tecnico Vanderlei Luxemburgo, che però presto gli preferì Júnior.
Dopo una carriera tra varie squadre in Brasile, fu mandato in prestito all'Al-Ahly, e dopo il Mondiale per Club 2005 si ritirò.

### Nazionale
Con la Nazionale di calcio del Brasile ha giocato e vinto il campionato del mondo Under-20 1993.

### Allenatore
Fece prima uno stage con Vanderlei Luxemburgo nel 2006, quando il tecnico allenava il Santos, e successivamente nelle giovanili del São Caetano.

## Palmarès

### Club

#### Competizioni statali
- Campionato paulista: 2

Palmeiras: 1994, 1996

#### Competizioni nazionali
- Campionato brasiliano: 1

Palmeiras: 1994

### Nazionale
- Sudamericano Sub-20: 1

1992
- Mondiale Under-20: 1

Australia 1993